# بريان مندوزا (لاعب كرة قدم)
بريان مندوزا (بالإسبانية: Bryan Mendoza Cruz) هو لاعب كرة قدم مكسيكي في مركز الوسط، ولد في 20 سبتمبر 1997 في أكابولكو في المكسيك. لعب مع نادي أونيفرسيداد ناسيونال.

## وصلات خارجية
- بريان مندوزا على موقع قاعدة بيانات كرة القدم.إي يو (الإنجليزية)
- بريان مندوزا على موقع Soccerway.com (الإنجليزية)